# Primavera reciente
Primavera reciente es una pintura realizada en tinta de colores ligeros sobre rollo de seda de color té, firmada y fechada en 1072 por Guo Xi, pintor activo en el período Song del norte.

## Autor
Guo Xi (en chino, 郭熙; pinyin, Guō Xī; Wade-Giles, Kuo Hsi) (circa 1020–1090) fue un pintor paisajista originario de la Provincia de Henan. Fue el máximo exponente de la pintura Song septentrional, en la que el género pictórico alcanzó el mismo estatus cultural que la poesía, gracias sobre todo el mecenazgo del emperador Huizong. Surgió entonces la figura del «pintor-letrado» (wen ren hua), el artista dotado de una gran erudición y acervo cultural, equiparado socialmente a la altura de los literatos, y no ya como un mero artesano, como era considerado hasta hacía poco. El principal género de expresión de estos pintores fue el paisaje, junto a la pintura de pájaros y flores. Guo fue profesor en la Academia Imperial de Pintura, desde donde ejerció una gran influencia en el ambiente cultural de su tiempo. En 1080 publicó Las instrucciones de un padre, un tratado sobre la pintura de paisaje que tuvo un notable éxito y fue estudiado por generaciones de pintores.
Su obra destaca por la introducción de una innovadora técnica para la producción de múltiples perspectivas, que llamó «el ángulo de la totalidad». Este tipo de representación visual también se denomina «perspectiva flotante», una técnica que desplaza la mirada estática del espectador y pone de relieve las diferencias entre las técnicas china y occidental de la representación espacial.

## Descripción
La escena recoge el inicio de la primavera en una región montañosa, presentando en una sola composición diversos elementos dispuestos casi a modo de viñetas: junto al imponente paisaje se encuentran pequeños espacios narrativos que proporcionan acción al conjunto, como unos pescadores descargando la pesca de una barca, en la ribera del río en la esquina inferior del cuadro, o unos templos situados junto a las cascadas en la zona central del lado derecho del cuadro. La parte frontal, que se corresponde con la zona inferior del rollo, está más detallada, mientras que la zona superior, que se pierde en la distancia, está apenas esbozada, perdida entre la neblina que oculta las montañas del fondo, consiguiendo un notable efecto atmosférico.
Esta obra refleja la gran maestría del artista en el trazo seguro y la pincelada suelta, consiguiendo un gran equilibrio entre la línea y el color. Se nota la preferencia por el trazo curvo, con lo que el artista consigue dar una sensación de movimiento a la obra, e integrar la desigual sucesión de planos en un conjunto armónico. Aunque predomina el uso de tinta china, la aplicación de ligeros tonos de color (esencialmente verde y marrón) consigue crear una sensación de policromía, remarcada en ciertas zonas para dar intensidad a los elementos anecdóticos del cuadro.
Considerada la obra maestra de Guo Xi, Primavera reciente ejemplifica el interés de su autor por la transformación de la naturaleza debida al paso del tiempo, cuyo fluir tiene para el artista una poderosa influencia en el ánimo y en la vida espiritual del individuo. El pintor vivió durante mucho tiempo en la naturaleza, captando sus cambios más sutiles y estudiando con detenimiento cada aspecto de su devenir, y perfeccionando su estilo tanto en el aspecto técnico como estético. Así, aprendió a sugerir la distancia colocando distintas zonas y volúmenes conseguidos mediante pinceladas envolventes, y marcando la profundidad mediante una sucesión lumínica, situando mayor claridad en el fondo. También consiguió un gran dominio en la correcta representación de las proporciones de los elementos de la obra, que para él eran principalmente tres: montañas, árboles y figuras humanas.

## Poema
El poema en la esquina superior derecha fue añadido en 1759 por el emperador Qianlong. Dice así:
| Chino          | Pinyin                        | Español                                                                                |
| -------------- | ----------------------------- | -------------------------------------------------------------------------------------- |
| 樹纔發葉溪開凍 | shù cái fā yè xī kāidòng      | De los árboles están empezando a brotar hojas, el helado arroyo comienza a derretirse. |
| 樓閣仙居最上層 | lóugé xiānjū zuì shàngcéng    | Un edificio se encuentra en el terreno más alto, donde residen los inmortales.         |
| 不藉柳桃閒點綴 | bù jiè liǔ táo jiàn diǎnzhuì  | No hay nada entre el sauce y el melocotonero para llenar la escena.                    |
| 春山早見氣如蒸 | chūnshān zǎo jiàn qì rú zhēng | El rocío puede verse por la mañana temprano en la montaña primaveral.                  |
|                |                               |                                                                                        |
| 己卯春月       | jǐ mǎo chūnyuè                | (Año de) Yin Tierra Conejo (1759)                                                      |
| 御題           | yùtí                          | Compuesto por la mano real (del emperador Qianlong)                                    |